# (6472) Rosema
(6472) Rosema es un asteroide perteneciente al cinturón de asteroides descubierto el 15 de octubre de 1985 por Edward Bowell desde la Estación Anderson Mesa (condado de Coconino, cerca de Flagstaff, Arizona, Estados Unidos).

## Designación y nombre
Designado provisionalmente como 1985 TL. Fue nombrado en honor a Keith D. Rosema (n. 1967), científico informático del Laboratorio de Propulsión a Reacción. En 1989, Rosema completó la primera tesis de último año del Instituto de Tecnología de California sobre astronomía de radar de asteroides. Desde entonces, ha utilizado su formidable experiencia en programación informática y su talento analítico para realizar contribuciones cruciales a las observaciones de asteroides cercanos a la Tierra y del cinturón principal. Su biblioteca de software ha demostrado ser una herramienta esencial para la reducción y el análisis de los ecos de la mayoría de los asteroides detectados por radar, incluidos (4769) Castalia, (4179) Toutatis, (1620) Geographos y (6489) Golevka. Rosema también es una de las pocas personas que han dedicado mucho tiempo a la astronomía de radar de asteroides tanto en Arecibo como en Goldstone.

## Características orbitales
Rosema está situado a una distancia media del Sol de 3,114 ua, pudiendo alejarse hasta 3,638 ua y acercarse hasta 2,589 ua. Su excentricidad es 0,168 y la inclinación orbital 4,965 grados. Emplea 2006,74 días en completar una órbita alrededor del Sol.
Los próximos acercamientos a la órbita de Júpiter ocurrirán el 4 de abril de 2025, el 19 de julio de 2086 y el 14 de julio de 2096.

## Características físicas
La magnitud absoluta de Rosema es 13,38. Tiene 12,714 km de diámetro y su albedo se estima en 0,109.